# Érika Coimbra
Érika Coimbra est une joueuse brésilienne de volley-ball née le 23 mars 1980 à Belo Horizonte (Minas Gerais). Elle mesure 1,80 m et joue au poste de réceptionneuse-attaquante. Elle a totalisé 115 sélections en équipe du Brésil.

## Biographie
Elle remporte aux Jeux olympiques d'été de 2000 à Sydney la médaille de bronze avec l'équipe du Brésil de volley-ball féminin.

## Clubs
| Club                       | De        | À         |
| -------------------------- | --------- | --------- |
| Mackenzie E.C.             | 1994-1995 | 1996-1997 |
| Paraná Vôlei Clube         | 1997-1998 | 2000-2001 |
| Minas Tênis Clube          | 2001-2002 | 2002-2003 |
| Osasco Voleibol Clube      | 2003-2004 | 2004-2005 |
| Macaé Sports               | 2005-2006 | 2005-2006 |
| Chieri Volley              | 2006-2007 | 2006-2007 |
| A.D. Brusque               | 2007-2008 | 2007-2008 |
| Rio de Janeiro Volêi Clube | 2008-2009 | 2009-2010 |
| Galatasaray İstanbul       | 2010-2011 | 2010-2011 |
| İqtisadçı VK               | 2011-2012 | 2011-2012 |
| Atom Trefl Sopot           | 2012-2013 | 2012-2013 |
| Brasília Vôlei             | 2013-2014 | 2014-2015 |
| Vôlei Bauru                | 2015-2016 | 2015-2016 |
| GR Barueri                 | jan 2017  | mai 2017  |
| Maccabi Haïfa              | 2018-2019 | …         |

## Palmarès

### Équipe nationale
- Jeux olympiques
  -  2000 à Sydney.
- Coupe du monde
  - Finaliste: 2003.
- Grand Prix mondial
  - Vainqueur : 2004.
- Jeux panaméricains
  - Vainqueur: 1999.
  - Finaliste: 2007.
- Championnat du monde des moins de 18 ans
  - Vainqueur : 1997[2]
- Championnat du monde des moins de 20 ans
  - Finaliste : 1999[2]

### Clubs
- Championnat du Brésil
  - Vainqueur : 1998, 2000, 2002, 2004, 2005, 2009.
- Championnat sud-américain des clubs
  - Finaliste : 2009.
- Supercoupe de Pologne
  - Finaliste : 2012.
- Championnat de Pologne
  - Vainqueur : 2013.

### Distinctions individuelles
- Championnat du monde féminin de volley-ball des moins de 18 ans 1997: Meilleure marqueuse, meilleure attaquante et MVP[2]
- Championnat du monde de volley-ball féminin des moins de 20 ans 1999: MVP.
- Grand Prix Mondial de volley-ball 2000: Meilleure serveuse.

### Télévision
- 2023: A Grande Conquista 1